# NSV-Kindergärtnerinnen- und Hortnerinnen-Seminar Friedberg bei Augsburg

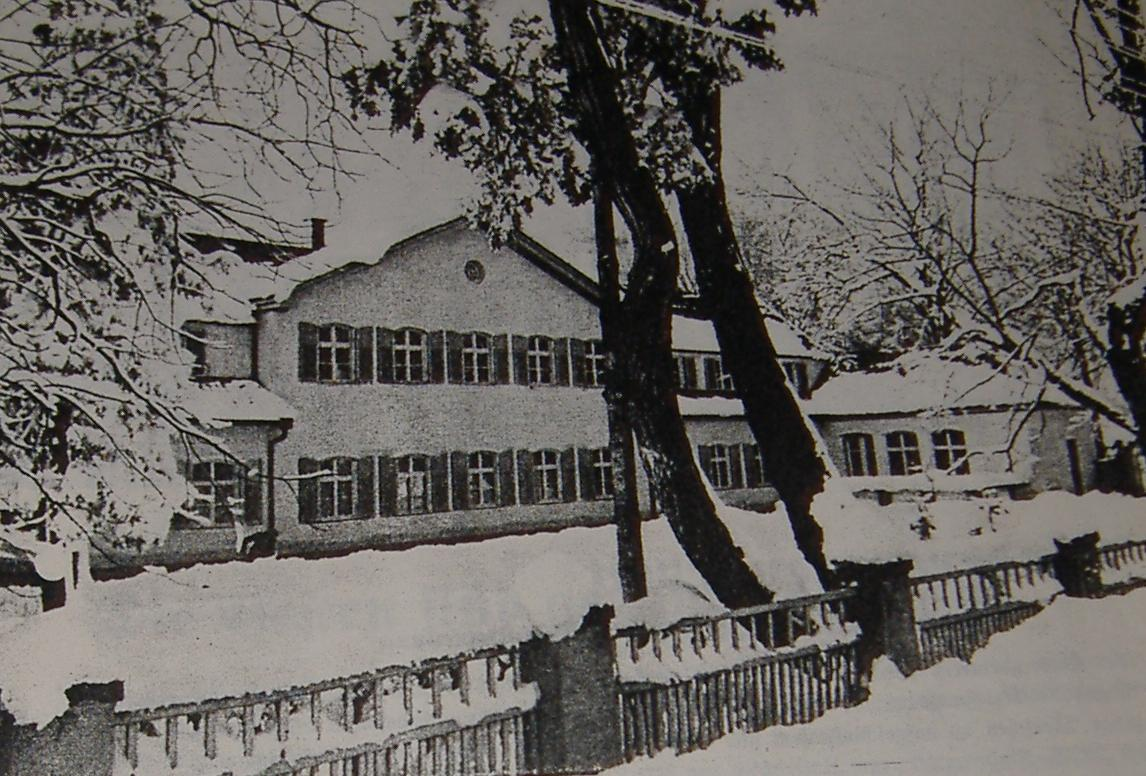
Das NSV-Seminar im Dezember 1939.

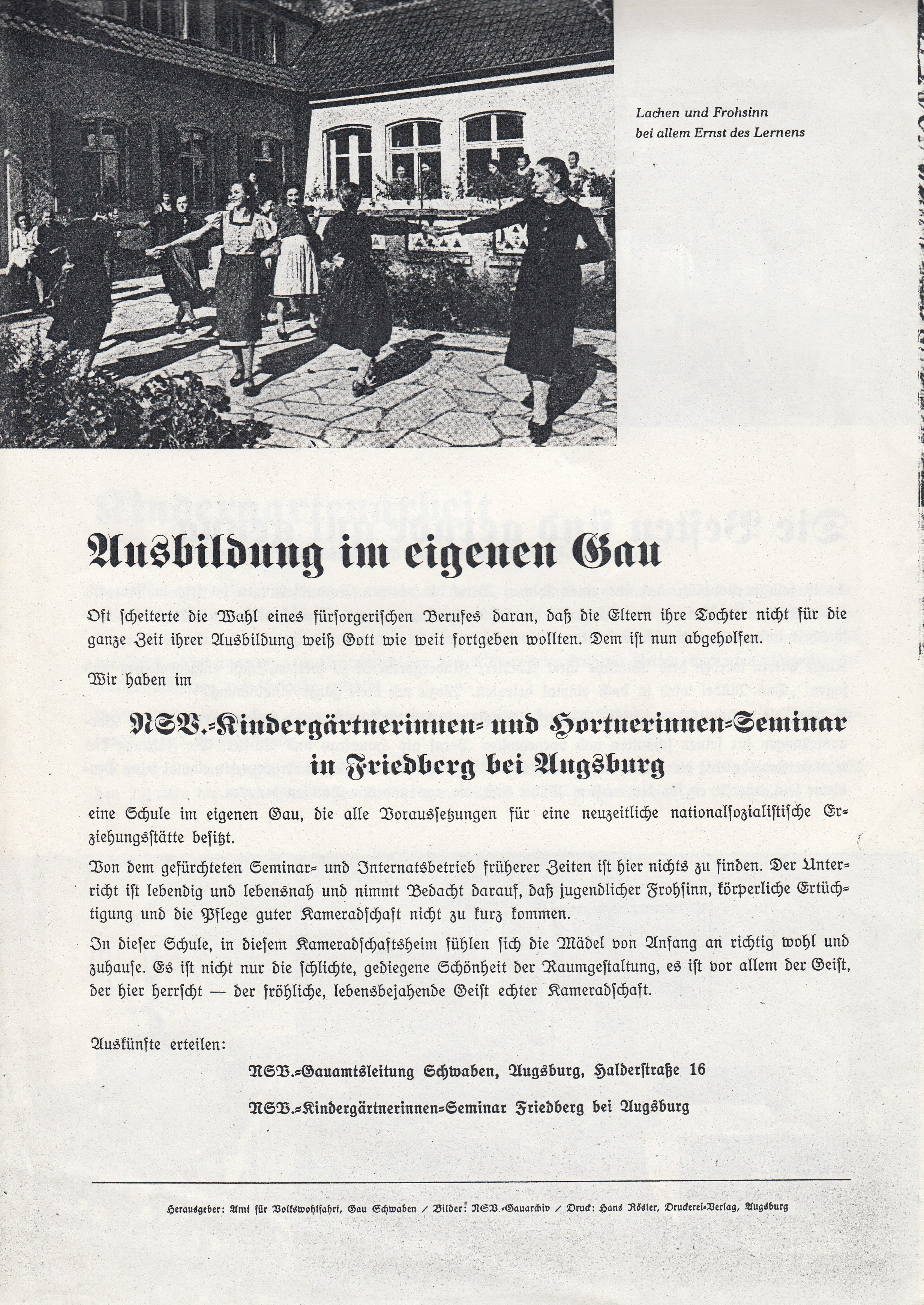
Prospektrückseite.

Das NSV-Kindergärtnerinnen- und Hortnerinnen-Seminar Friedberg bei Augsburg war die erste und einzige Ausbildungseinrichtung der Nationalsozialistischen Volkswohlfahrt (NSV) für Kindergärtnerinnen, Hortnerinnen und Kinderpflegerinnen in Schwaben. Sie avancierte zum Vorbild für weitere beabsichtigte Einrichtungen, die jedoch nach dem Beginn des Zweiten Weltkrieges nicht mehr realisiert wurden, mit Ausnahme des NSV-Seminars im Schloss Steinenhausen.

## Geschichte
Adalbert Metzinger schreibt in Geschichte der Erzieherausbildung über die Instrumentalisierung der Vorschulerziehung durch die Nationalsozialisten:
„Während der nationalsozialistischen Herrschaft zwischen 1933 und 1945 begann auch im Bereich der vorschulischen Erziehung und der damit zusammenhängenden Kindergärtnerinnenausbildung eine Entwicklung, bei der beide zu Instrumenten der inhumanen nationalsozialistischen Weltanschauung herabgewürdigt und alle fortschrittlichen und demokratischen Ansätze in Erziehung und Ausbildung beseitigt wurden.“
Ende der 1930er Jahre begannen die Nationalsozialisten verstärkt mit dem Auf- und Ausbau eigener Ausbildungsstätten für Kindergärtnerinnen. Sie versuchten zunächst, ihre Ideologie den bestehenden, meist konfessionell gebundenen Ausbildungsstätten aufzudrängen. Anfang Mai 1938 wurde in Friedberg im Herrenhaus des ehemaligen Mezgerguts das erste NSV-Kindergärtnerinnen- und Hortnerinnen-Seminar für den Gau Schwaben feierlich eröffnet. Träger der Einrichtung war die NSV-Gauamtsleitung Schwaben in Augsburg, die sich in unmittelbarer Nähe der Augsburger Synagoge befand. Das Seminar warb mit der damals typischen Ideologie für die Berufswahl zur Kindergärtnerin:
„Was wäre da für unsere frischen, lebenstüchtigen Mädel gegebener als einer jener Berufe, die ihrem fraulichen und mütterlichen Empfinden am meisten zusagen. Ein solches echt frauliches Wirkungsfeld ist der Beruf der Kindergärtnerin ... Kluge Eltern werden dem Wunsche ihrer Tochter, Kindergärtnerin zu werden, nicht entgegenstehen und sagen: ‚Das Mädel wird ja doch einmal heiraten. Wozu erst diese ganze Ausbildung?‘ Gerade diese Ausbildung und die praktische Arbeit im Kindergarten geben dem Mädel die besten Voraussetzungen für seinen schönsten und vornehmsten Beruf als Hausfrau und Mutter. Die Führung des eigenen Haushalts, die Erziehung der eigenen Kinder werden für die Kindergärtnerin einmal keine Probleme sein, wie sie es für die meisten Mädel sind, die aus anderen Berufen kommen“
Die politisch Verantwortlichen konstatierten über die Notwendigkeit einer ideologischen gebundenen sozialpädagogischen Ausbildungsstätte. Es sollte im Vorschulbereich „ein neuer Mensch“ erzogen werden.
„Innerhalb des Hilfswerks 'Mutter und Kind' ist eines der wichtigsten Teilgebiete die Arbeit in den Kindergärten und Horten, die zur Aufnahme solcher Kinder bestimmt sind, deren Familienerziehung nicht sichergestellt ist. Es handelt sich um Kinder erwerbstätiger Mütter, um Einzel- oder auch schwer erziehbare Kinder, mit denen die Mütter nicht so recht fertigwerden können. Da in vielen Kindergärten aber bis jetzt noch immer mehr das 'Bewahren' des Kindes, als seine körperliche und geistige Ertüchtigung im Vordergrunde stand, will die NSV. Kindergärten schaffen und erhalten, in denen ein neuer Mensch erzogen wird. Hierzu erforderlich ist aber natürlich auch ein Umschulen der Kindergärtnerinnen bzw. eine gründliche Ausbildung derjenigen jungen Mädel, die Kindergärtnerinnen oder Hortnerinnen werden wollen. Um in diesem Sinne neue Arbeit zu leisten, wird von der 'NSV.-Gauamtleitung Schwaben' im Mai in Friedberg bei Augsburg ein Seminar eröffnet.“
Die Stadt Friedberg hatte Grundstück und Gebäude kostenlos der NSV zur Verfügung gestellt. Das Seminar erfuhr  regen Zuspruch und konnte ein Jahr später zweizügig geführt werden.
Im Jahr 1942 wurden im Gau Schwaben alle konfessionell gebundenen Kindergärtnerinnen- und Hortnerinnenseminare verboten. Davon betroffen waren die Ausbildungsstätten in Augsburg, die heutige Fachakademie für Sozialpädagogik Maria Stern Augsburg sowie die Fachakademie für Sozialpädagogik der Evangelischen Diakonissenanstalt Augsburg, in Dillingen,  Nördlingen und Kaufbeuren. Daraufhin war die Nachfrage an einem Ausbildungsplatz am Friedberger Seminar extrem hoch. Es mussten Sonderlehrgänge eingeführt werden, die in wenigen Monaten junge Mädchen und Frauen ausbildeten, mit der Verpflichtung, nach dem Krieg eine Nachschulung zu absolvieren.
Im Februar 1945 wurden nach einer um drei Monate verkürzten Ausbildung die letzten 44 Seminaristinnen geprüft, die Schülerinnen sofort entlassen und Flüchtlinge, Mütter und Kinder aus Ostpreußen aufgenommen.
Zwei Monate später besetzten Amerikaner das Haus und lösten die Ausbildungsstätte auf. Das ehemalige NSV-Kindergärtnerinnen- und Hortnerinnen-Seminar wurde im Jahre 1976/77 abgebrochen und es entstand an dieser Stelle eine Schwimmhalle mit Dreifachturnhalle.

## Ausbildung
Insgesamt dauerte die Ausbildung zwei Jahre, unterbrochen von einem mehrwöchigen Praktikum im ersten und zweiten Ausbildungsjahr in einem Kindergarten, Hort, Kinderheim, Säuglingsheim, Krippe oder Krabbelstube, in Küche, Haus und Garten. Auswärtige Seminaristinnen konnten in einem Kameradschaftsheim wohnen. 1940 kam noch eine Kinderpflegeschule hinzu.
Die angehenden Kindergärtnerinnen, Hortnerinnen und Kinderpflegerinnen wurden nicht in Klassenverbänden, sondern in „straff geführten Kameradschaften“ zusammengefasst, die in achttägigen Lageraufenthalten im ersten Halbjahr und am Ende des dritten Halbjahres vertieft wurden, und denen die „Erzieher- und Lehrerkameradschaft“ als positiv vorgelebtes Beispiel gegenüberstand.

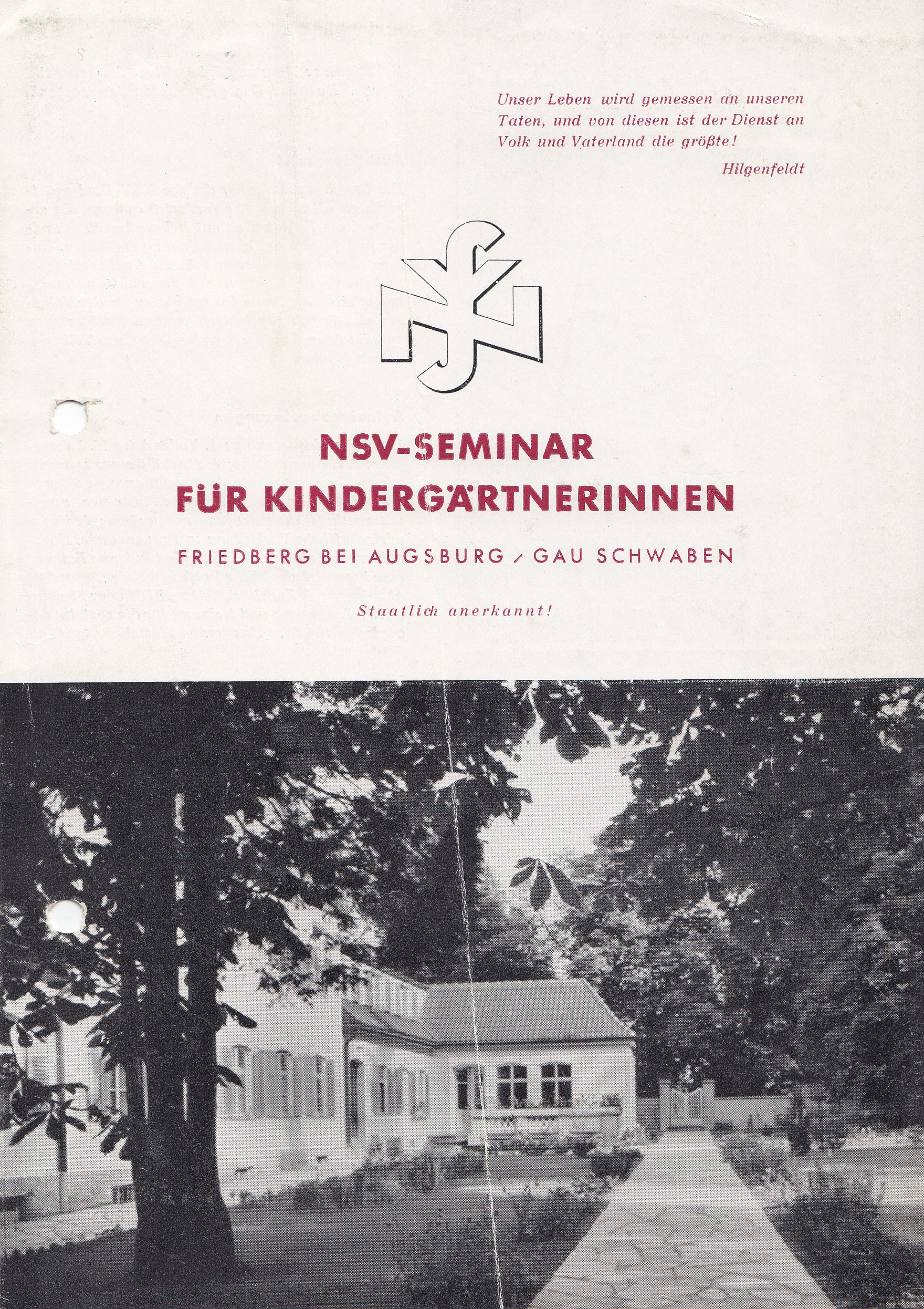
Seminarprospekt

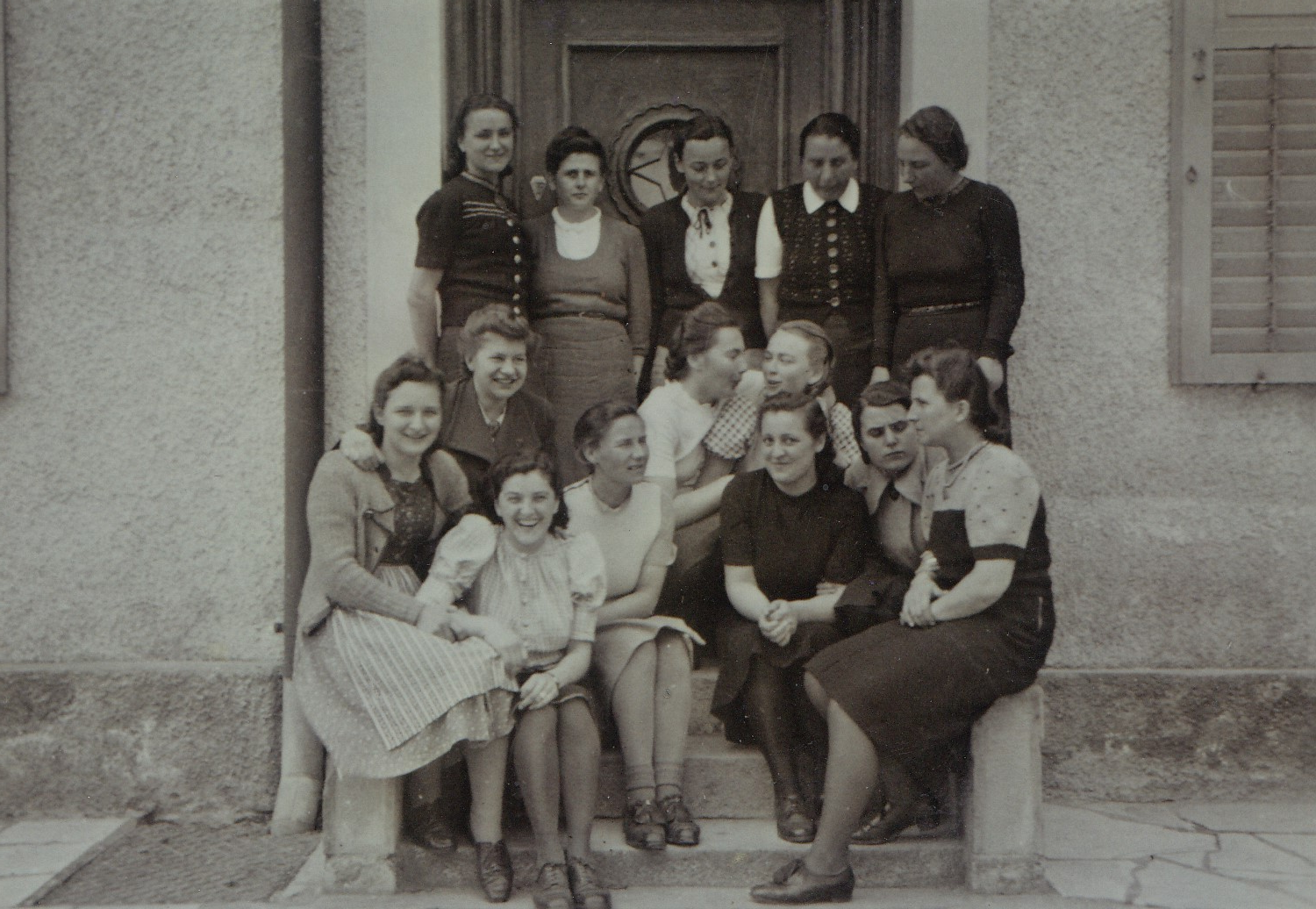
Absolventinnen des Jahrgangs 1939

Um in das Seminar aufgenommen zu werden, musste die Bewerberin laut Prospekt aus dem Jahre 1938 folgende Aufnahmebedingungen erfüllen:
„1. Arische Abstammung - 2. Vollendetes 17. Lebensjahr - 3. Erbgesundheit . 4. Abschluss eines Lyzeums oder einer Mittelschule. Volksschülerinnen müssen erweiterte Allgemeinkenntnisse in einer schulwissenschaftlichen Prüfung nachweisen - 5. Hauswirtschaftliche Vorbildung in Frauenschule, Haushaltungsschule oder Familie. In letzterem Falle ist eine hauswirtschaftliche Prüfung bei der Aufnahme abzulegen - 6. Zugehörigkeit zu BDM oder Frauenwerk - 7. Eignung und Neigung für sozialpädagogische Arbeit.“
Alle am Seminar tätigen Lehrkräfte mussten der NSDAP oder einer ihrer Gliederungen angehören, da sie die nationalsozialistische Ideologie rein zu vermitteln hatten. Dazu ist in den vorhandenen Dokumenten nachzulesen:
„Die nationalsozialpolitische Erziehung durchdringt alle Fachgebiete der Ausbildung. Im engeren Sinne dienen ihr die Fächer Reichskunde, Heimatkunde, Volkstumpflege und Deutsch. Der Unterricht geht aus von der Erb- und Rassenlehre, führt von der deutschen Geschichte zu Fragen der Volks- und Staatskunde der Gegenwart und verknüpft diese mit der Heimatkunde und der Volkstumpflege…“.
Die zukünftigen Kindergärtnerinnen und Kinderpflegerinnen mussten sich ein gewisses Repertoire an Kindergedichten, -versen, -liedern, Reimen etc. aneignen. So schrieb beispielsweise eine Seminaristin der Friedberger Ausbildungsstätte in ihr Jugendliteraturheft:
„Schon ab den zweiten Lebensjahr sollen die Kinder für die nationalsozialistischen Ideale begeistert werden. Dazu eignen sich vor allem kurze und bündige  Sprüche, Verse, Reime usw. Für das Kind um die drei Jahre ist anwendbar:
‚Ein deutsches Kind bin ich!
Deutsch ist mein Vaterhaus!
Das Hakenkreuz weht frisch
von unserm Haus‘ […]
Für fünfjährige Buben kommt folgendes Maschierspiel in Frage:
‚Nun aufgepaßt, ihr lieben Buben,
es wird jetzt stramm marschiert,
in Reihen angetreten,
der Führer kommandiert.
Die Hände an die Hosen,
den Rücken kerzengrad,
das Bäuchlein eingezogen,
so macht es der Soldat.
Juhei, juhei, juheiraßa,
so macht der Soldat!‘

### Leitbild
Zum Leitbild ist im Schulprospekt nachzulesen:
„Die Erziehungsaufgabe, die die NSV-Kindergärtnerin zu erfüllen hat, erfordert Menschen, die erzieherische Fähigkeiten mit liebevollem Verständnis und fröhlicher Lebensbejahung verbinden. Unsere Kindergärtnerinnen müssen die Bereitschaft und die Verpflichtung in sich tragen, in nationalsozialistischem Sinne Dienst zu tun an der Volksgemeinschaft, treue Hüterinnen und Wächterinnen zu sein über dem kostbarsten Gut eines Volkes - seinen Kindern.“

### Schulleitung
Die ausgebildete Kindergärtnerin, Jugendleiterin und Werklehrerin Maria Krawinkel leitete das Seminar von 1938 bis 1945. Die am 22. August 1903 in Neckendorf bei Gelsenkirchen geborene Pädagogin war zuvor stellvertretende Leiterin des Friedrich-Fröbel-Hauses Berlin-Niederschönhausen (Haushaltungs- und Kinderpflegerinnenschule). Nach der Zeit des Nationalsozialismus übernahm sie die Leitung eines Jugendwohnheimes für SBZ-Flüchtlinge des Caritasverbandes Hannover. Mai 1955 wurde ihr die Leitung der ersten katholischen Mütterschule der BRD in Köln übertragen. Daneben war sie einige Jahre Vorsitzende der Dachorganisation Bundesarbeitsgemeinschaft katholischer Mütterschulen. Maria Krawinkel starb am 7. Dezember 1997 in Essen. Die Verstorbene wurde im Familiengrab auf dem kath. Friedhof in Essen-Stoppenberg beigesetzt.